# Porubská brázda
Porubská brázda je geomorfologická část Trenčínské vrchoviny. Zabírá východní okraj centrální oblasti podcelku, východně od Dubnice nad Váhom.

## Polohopis
Území zabírá východní okraj centrální části podcelku Trenčínská vrchovina, v okolí obcí Omšenie, Dolná a Horná Poruba a Košecké Podhradie. Zabírá horní toky Tepličky a Porubského potoka a na severu střední část Podhradského potoka. Všechny vodní toky pramenící v této části pohoří odvádějí nadbytečnou vodu západním směrem do řeky Váh.
Západním směrem pokračuje Trenčínská vrchovina částmi Teplická vrchovina a Holázne, jižní a východní okraj lemuje Zliechovská hornatina s geomorfologickými částmi Basky na jihu a Strážov na východě.

## Ochrana území
Tato část Strážovských vrchů leží na západním okraji Chráněné krajinné oblasti Strážovské vrchy a právě na jejích okrajích leží několik zvláště chráněné území. V jihozápadní části je to přírodní rezervace Omšenská Baba a Žihlavník, ve střední části pak PR Pod Homolkou a národní přírodní rezervace Vápeč. Přímo na území Porubské brázdy chráněná území neleží.

## Turismus
Východní část Trenčínské vrchoviny patří mezi oblíbené a vyhledávané oblasti pohoří zejména pro cykloturisty. Pěší turisté využívají tuto oblast zejména jako východisko pro túry do sousedních částí Strážovských vrchů. Oblíbené jsou ruiny hradu Košeca nad obcí Košecké Podhradie.

### Turistické trasy
- po  červené značce (E8 a Cesta hrdinů SNP):
  - z obce Horná Poruba přes sedlo pod Omšenskou Babou do Trenčianskych Teplíc
  - z obce Horná Poruba přes Vápeč (956 m n. m.) do Zliechova
- po  modré značce:
  - z obce Omšenie k vodní nádrži Baračka
  - z obce Omšenie k chatě Baske a stejnojmennému vrchu (955 m n. m.)
  - z obce Horná Poruba na Vlčinec (682 m n. m.)
  - z obce Horná Poruba na Vápeč (956 m n. m.)
- po  zelené značce:
  - z obce Dolná Poruba do sedla Košariská
  - z rozcestí u osady Háj přes Košecké Podhradie do sedla Mraznica
- po  žluté značce: 
  - z Ilavy přes Sokol (651 m n. m.) a osadu Háj na Vápeč
  - z obce Dolná Poruba do sedla pod Homôľkou[2]